# Николај Алексејев
Николај Александрович Алексејев (рус. Никола́й Алекса́ндрович Алексе́ев; Москва, 23. децембар 1977) је руски ЛГБТ активиста, адвокат и новинар.
Алексејев је још од 2005. познат као организатор Параде поноса у Москви (Moscow Pride), која је била званично забрањена сваке године од стране градских власти. Заједно са активистима организације „GayRussia.Ru“ Алексејев је покушао да организује велики број јавних акција са циљем да укаже на кршење људских права ЛГБТ особа у Русији. Пуних 5 година свака од акција за коју је тражена дозвола власти је била забрањена. Дана 21. октобра 2010, Европски суд за људска права објавио је пресуду у предмету Алексејев против Русије. Суд у Стразбуру је утврдио да континуирана забрана парада поноса у Москви 2006, 2007, и 2008. године представља кршење чланова 11, 13 и 14 Европске конвенције о људским правима који гарантују слободу окупљања, право на дјелотворан правни лијек и забрану дискриминације. У јануару 2011, Русија је тражила да пресуду поново размотри Велико вијеће Европског суда за људска права. Дана 11. априла 2011. Суд је једногласно одбацио жалбу Русије, чиме је пресуда постала правоснажна. Ово је први пут да је Европски суд за људска права утврдио да постоји кршење људских права ЛГБТ особа у Русији.
Николај Алексејев течно говори руски и енглески језик. Од 2000. посјетио је 49 држава и присуствовао геј парадама у многим градовима, између осталог и у Лондону, Паризу, Цириху, Женеви, Турину, Сао Паулу, Ванкуверу, Варшави и многим другим.

## Биографија
Рођен је и одрастао у Москви. Године 1995. завршио је средњу школу, гдје је стекао одлично знање енглеског језика. Уписао је Факултет за државну управу на Московском државном универзитету Ломоносов, на којем је дипломирао 2000. године као један од најбољих студената.
Током студирања посебно га је занимало Уставно право. Током 1996, 1997, и 1998. радио је као приправник у Секретаријату Уставног суда Русије у Москви. Као асистент судија, припремао је материјале за пресуде суда.
Године 1998. као студент треће године Ломоносов Универзитета објавио је своју прву књигу „Грађанске жалбе Уставном суду“.
Између новембра 2000. и фебруара 2001. године, Алексејев је радио као специјални дописник дневног листа Segodnya, који је био у власништву руског олигарха Владимира Гусинског. Лист је престао да излази у априлу 2001, након што је преузет од стране државне корпорације Gazprom-Media.
Након дипломирања Алексејев остаје на универзитету како би завршио постдипломске студије из уставног, општинског и управног права. У новембру 2001. је, међутим, напустио постдипломске студије на Московском државном универзитету, на Факултету за државну управу након што његово истраживање о правном статусу сексуалних мањина није прихваћено као научна теза. Ово истраживање је објављено у његовој другој књизи: „Правовое регулирование положения сексуальных меньшинств: Россия в свете практики международных организаций и национального законодательства стран мира“.
Поднио је тужбу против универзитета, тврдећи да је жртва дискриминације на основу сексуалне оријентације. Дана 10. јуна 2005 првостепени суд у Москви је одбацио његове наводе. Другостепени суд је потврдио ову пресуду у септембру 2005. Алексејев је затим у мају 2006. поднио своју прву жалбу Европском суду за људска права у Стразбуру. Ова жалба примљена је под бројем #9689/06, и до данас није разматрана.
У јуну 2002. Алексејев је објавио књигу „Гей-брак: семейный статус однополых пар в международном, национальном и местном праве“, у којој се даје детаљан преглед правног статуса истополних заједница широм свијета.
У октобру 2002, по налогу бившег посланика у руској Думи Александра Бараникова, написао је извјештај под називом „Сузбијање проституције: Западна искуства и међународно право“. Извјештај је требало да помогне иницијативи Бараникова да се легализује проституција. На крају, Бараников је био у мањини у својој странци те овај закон није ни предложен у парламенту.
Године 2003. Алексејев објављује свеобухватно истраживање посвећено историји и савременим реформама Горњег дома британског парламента под називом „Палата Лордов Британского Парламента: от Суда Короля Эгберта до революции Премьера Т. Блэра, 825—2003 гг“
Дана 1. октобра 2010. Алексејев је по први пут добио дозволу власти да организује протест чији је циљ био да позове на економски бојкот компаније „Swiss Air Lines“ због, како је навео, њене улоге у његовом хапшењу на московском аеродрому Домодедово, 15. септембра 2010.
Године 2007. продуцирао је документарни филм „Moscow. Pride '06“ који описује догађаје за вријеме организовања прве параде поноса у Москви од 25. до 28. маја 2006.
Овај документарни филм је укључен у званични програм Берлинског филмског фестивала, у секцији Панорама, у фебруару 2007. Алексејев и филмски режисер Владимир Иванов сакупили су стотине сати снимака ЛГБТ манифестација у Русији. Документарни филм из 2008. „East/West - Sex & Politics“ режисера Јохена Хика уврштен је у званични програм Берлинског филмског фестивала у фебруару 2008, у секцији Панорама, а прати покушај Алексејева да организује параду поноса у Москви, 2007. године.
Вишеструко награђивани канадски документарни филм режисера Боба Кристија, „Beyond Gay: The Politics of Pride“, приказује организацију треће параде поноса у Москви 2008. године, као и улогу Алексејева и других активиста из Русије. Такође садржи кадрове његовог учешћа на паради поноса у Сао Паулу 2008, као и слике његовог хапшења у Москви, 27. маја 2006, током прве параде поноса.
У јуну 2009. француски ТВ канал Франс 4 емитовао је програм „Global Resistance“. Програм је, између осталог, садржавао и извјештај о активностима Николаја Алексејева и активиста из Русије и Бјелорусије на организацији Словенске параде поноса (Slavic Gay Pride) у Москви 16. маја 2009, на дан финала такмичења за Пјесму Евровизије.
Аустралијски документарни филм из 2011, приказује покушаје да се одржи Словенска парада поноса у Минску, у мају 2010, и улогу коју је у организацији догађаја имао Николај Алексејев.

## Функције које тренутно обавља
- Оснивач и предсједник руске ЛГБТ организације Пројекат за ЛГБТ људска права GayRussia.Ru (од 17. маја 2005)
- Оснивач и предсједник организационог одбора Параде поноса у Москви (Moscow Pride), од јула 2005.[17]
- Потпредсједник у комитету Међународног дана борбе против хомофобије (од 2008)[18]
- Члан одбора и регионални директор за источну Европу Интерпрајда.[19]

## Непотпуна библиографија
- Алексеев, Н. А. (2002). Гей-брак: семейный статус однополых пар в международном, национальном и местном праве. Москва: Издательство БЕК. ISBN 978-5-85639-335-3.
- Алексеев, Н. А. (2002). Правовое регулирование положения сексуальных меньшинств: Россия в свете практики международных организаций и национального законодательства стран мира. Москва: Издательство БЕК. ISBN 978-5-85639-325-4.
- Алексеев, Н. А. (2003). Палата Лордов Британского Парламента: от Суда Короля Эгберта до революции Премьера Т. Блэра, 825—2003 гг. Москва: Издательство БЕК. ISBN 978-5-85639-346-9.}-